# Tron (Hacker)
Tron (* 8. Juni 1972; † Oktober 1998 in Berlin; bürgerlich Boris Floricic) war ein deutscher Hacker und Phreaker. Er beschäftigte sich mit Angriffen auf Verschlüsselungs- und Authentifizierungssysteme von Pay-TV und Telefonkarten. 1997 entwickelte er ein Verfahren zur Verschlüsselung von Sprachtelefonie und demonstrierte es in seinem Cryptophon, das er im Rahmen seiner Diplomarbeit entwickelte. Um die – offiziell geklärten – unnatürlichen Todesumstände ranken sich bis heute verschiedene Spekulationen.

## Werdegang
Tron wuchs bei seiner Mutter in der Gropiusstadt im Süden von Berlin auf. Bereits zu Schulzeiten interessierte er sich sehr für technische Themen.
Nach Abschluss der 10. Klasse begann er eine Berufsausbildung zum Kommunikationselektroniker, Fachrichtung Informationstechnik, an der Technischen Universität Berlin. Nach erfolgreichem, vorzeitigem Abschluss der Berufsausbildung erlangte er die Fachhochschulreife am Oberstufenzentrum Nachrichtentechnik in Berlin-Gesundbrunnen. Im Anschluss daran begann er ein Studium der Technischen Informatik mit dem Schwerpunkt Elektronik an der Technischen Fachhochschule Berlin.
Im Rahmen seines Studiums absolvierte Tron das praktische Studiensemester bei einer Firma für elektronische Sicherheitslösungen. Im Wintersemester 1997/1998 schloss er sein Studium mit seiner Diplomarbeit ab. Darin hatte er das Cryptophon entwickelt, ein ISDN-Telefon mit eingebauter Verschlüsselung. Da die von einem anderen Studenten zu erbringenden Vorleistungen aus gesundheitlichen Gründen fehlten, konnte er das Telefon aber nicht endgültig fertigstellen. Dennoch ging er weit über die ursprüngliche Aufgabenstellung hinaus, die lediglich die Implementierung der Verschlüsselungskomponente vorsah.
In seiner Freizeit beschäftigte er sich unter anderem mit einer Weiterentwicklung seiner Abschlussarbeit.

## Interessengebiete
Tron beschäftigte sich mit Elektronik und Sicherheitssystemen aller Art. Zu seinen Interessengebieten zählten unter anderem Angriffe auf die deutschen Telefonkarten- und Bezahlfernsehsysteme. Im Rahmen seiner Forschung und Entwicklung tauschte er sich mit anderen Hackern sowie mit Wissenschaftlern aus.
Auf der Mailingliste tv-crypt, einer geschlossenen Gruppe von Bezahlfernsehhackern, schrieb Tron 1995 über sich selbst, dass seine Interessen unter anderem Mikroprozessoren, Programmiersprachen, Elektronik aller Art, digitale Funk- und Datenübertragung und insbesondere das Knacken von vermeintlich sicheren Systemen umfassten. Er behauptete, dass er unter anderem einen Emulator für Chipkarten zur Freischaltung des britischen Bezahlfernseh-Systems erstellt habe und sich mit dem Verschlüsselungssystem Nagravision/Syster befassen würde, das zur damaligen Zeit unter anderem vom deutschen Bezahlfernsehanbieter Premiere verwendet wurde.

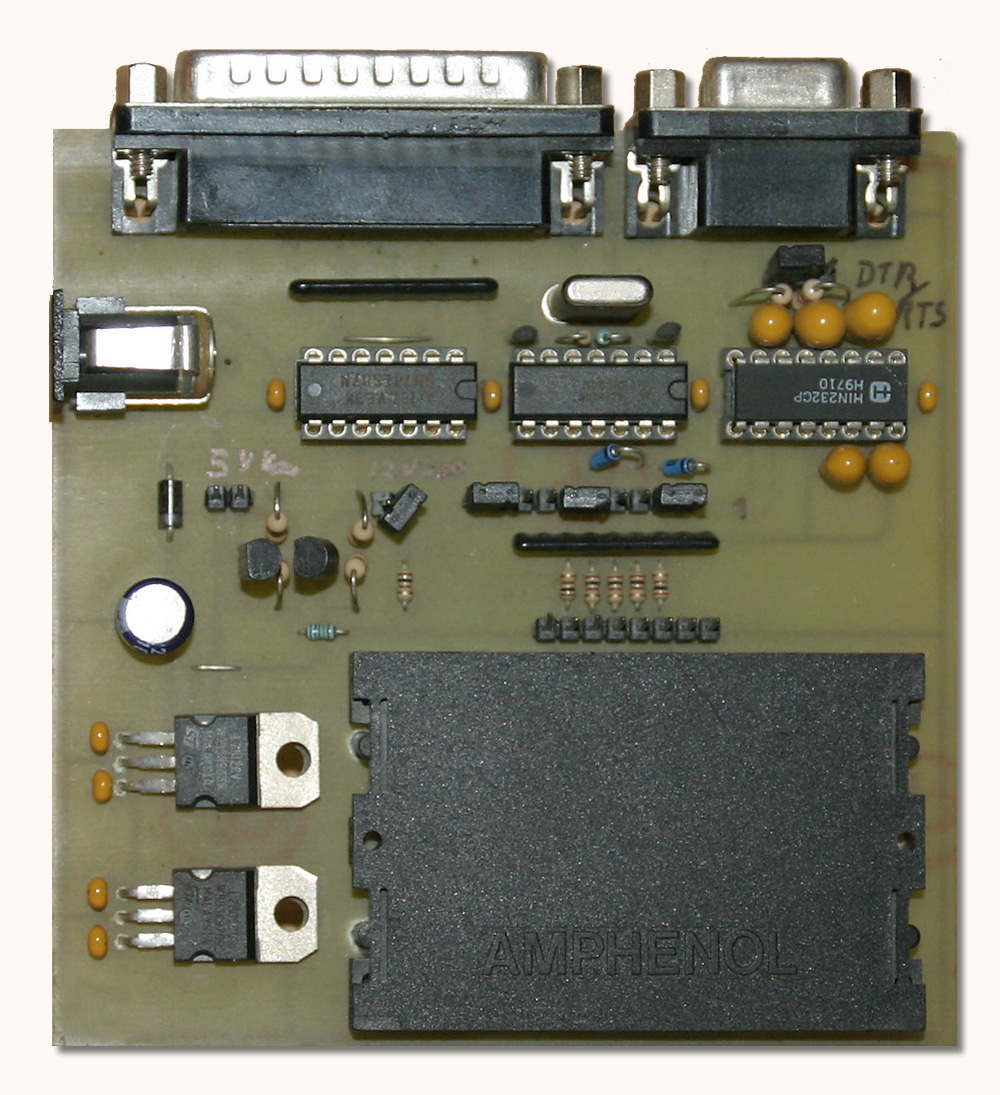
Der von Tron entwickelte SIM-Karten-Leser

Später beschäftigte sich Tron unter anderem mit der Verwirklichung eines Angriffs auf Chipkarten für den Mobiltelefonstandard GSM, der von Wissenschaftlern aus den USA nur theoretisch skizziert worden war. Zusammen mit anderen Hackern aus dem Chaos Computer Club gelang ihm die erfolgreiche Simulation einer kopierten Karte.
Ebenfalls erfolgreich war Tron beim Versuch, Simulatoren von Telefonkarten herzustellen. Diese wurden von Kartentelefonen wie eine richtige Telefonkarte akzeptiert, konnten also für kostenlose Gespräche missbraucht werden. Trons Motiv war allerdings einzig die Überwindung des Schutzes; er versuchte nicht, seine Erkenntnisse finanziell zu nutzen. Gleichzeitig wurden solche Simulatoren aber auch durch Kriminelle entwickelt und massiv missbraucht. Da die Deutsche Telekom das bemerkt und das Protokoll abgeändert hatte, versuchte Tron mit einem Freund am 3. März 1995 ein Kartentelefon mit einem Vorschlaghammer zu demontieren, um seine Simulatoren anpassen zu können. Dabei wurden sie von der Polizei aufgegriffen. In der Folge wurde Tron zu einer 15-monatigen, zur Bewährung ausgesetzten Haftstrafe verurteilt.

## Cryptophon
Cryptophon ist der von Tron gewählte Name für ein von ihm 1998 im Rahmen seiner Diplomarbeit als Prototyp entwickeltes ISDN-Telefon mit integrierter Verschlüsselung. Es sollte auch von Hobbybastlern zu einem günstigen Preis nachbaubar sein. Tron entwickelte die Betriebssoftware sowohl für den Mikroprozessor wie auch für den IDEA-Verschlüsselungsalgorithmus. Ein funktionierender Prototyp wurde erstellt. Sein früher Tod verhinderte jedoch die endgültige Fertigstellung des Projektes.

## Todesumstände
Tron wurde ab dem 17. Oktober 1998 im Alter von 26 Jahren vermisst und fünf Tage später auf einem Parkgelände im Ortsteil Britz des Berliner Bezirks Neukölln erhängt aufgefunden. Die Ermittlungen durch die Berliner Staatsanwaltschaft wurden im Sommer 2001 beendet. Das Ermittlungsergebnis lautet Suizid. Teile des Chaos Computer Clubs (CCC) warfen den Ermittlungsbehörden Fehler vor, doch Bemühungen um eine Wiederaufnahme des Falles scheiterten endgültig im Oktober 2003.
Dieses Ergebnis wird bis zum heutigen Tage von Freunden und Verwandten von Tron sowie von Vertretern des CCC angezweifelt. Besonders Andy Müller-Maguhn, damaliger Sprecher des CCC, verbreitete in mehreren, auch im CCC umstrittenen Vorträgen und Pressekonferenzen die Theorie, Tron sei Opfer eines Mordes durch einen Geheimdienst oder Kreise der organisierten Kriminalität geworden. Als mögliches Motiv wurde von den Anwälten der Eltern Trons Forschungen auf den Gebieten des Bezahlfernseh-Hackings oder der Sprachverschlüsselung genannt und genauer beschrieben.
Andy Müller-Maguhn hatte besondere Kenntnisse von Trons Aktivitäten und initiierte die Ermittlungen des LKA (wegen Verdachts der Entführung), an denen er dann auch beteiligt war. Auch war er während der Ermittlungen der einzige Journalist mit Einblick in die Ermittlungsakte. So verfasste er auf Bitten der Eltern und ihrer Anwälte eine kritische Bewertung der Ermittlungsakte für die Staatsanwaltschaft. Wegen des Amtsstraftatbestandes des § 353d StGB (Verbotene Mitteilungen über Gerichtsverhandlungen) konnte man aber erst nach Einstellung des Ermittlungsverfahrens Ende 2001 wesentliche Dokumente des Falls veröffentlichen.
Der Journalist Burkhard Schröder veröffentlichte 1999 ein Sachbuch mit dem Titel Tron – Tod eines Hackers. Der Autor wurde von Teilen des Chaos Computer Clubs sowie auch von Trons Eltern kritisiert, da Schröder die Auffassung vertritt, Tron habe sich wahrscheinlich selbst getötet. Darüber hinaus existieren verschiedene weitere Mythen und Verschwörungstheorien. Inzwischen wurde der Tod Trons auch in mehreren fiktiven Werken verarbeitet.

## Namenskontroversen
Auf Wunsch der Eltern wurde in deutschsprachigen Medien Trons Name meist mit Boris F. abgekürzt. Einige in- und ausländische Berichte (etwa eine Meldung der Computerwoche von Dezember 1998 oder ein Artikel des Observers von 2002) nannten jedoch auch den vollen Nachnamen.
Am 14. Dezember 2005 veranlassten seine Eltern eine einstweilige Verfügung durch ein Berliner Gericht, die der Wikimedia Foundation untersagte, auf deren Websites den bürgerlichen Nachnamen Trons zu nennen, worüber auch in der niederländischen und deutschen Presse berichtet wurde. Diese einstweilige Verfügung hatte keine konkreten Auswirkungen.

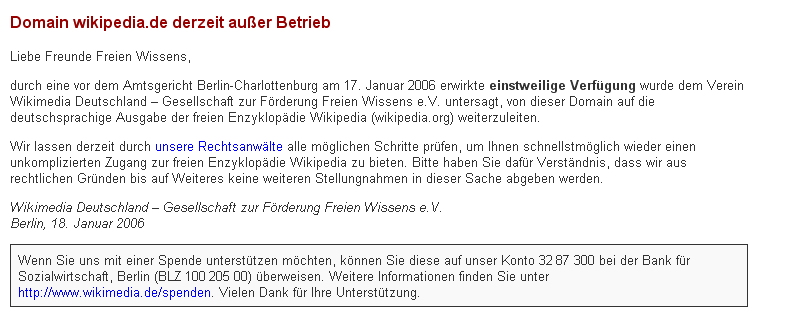
www.wikipedia.de am 19. Januar 2006

Am 17. Januar 2006 verbot eine zweite einstweilige Verfügung dem Wikimedia Deutschland e. V., von www.wikipedia.de auf de.wikipedia.org weiterzuleiten, solange dort Trons bürgerlicher Nachname genannt würde. Am 20. Januar wurde die Zwangsvollstreckung des Beschlusses ausgesetzt; am 9. Februar hob das Gericht die einstweilige Verfügung auf, da Trons postmortales Persönlichkeitsrecht durch die Namensnennung nicht verletzt werde.
Der ehemalige Sprecher des Chaos Computer Clubs, Andy Müller-Maguhn, unterstützte die Ansicht der Antragsteller, während der Chaos Computer Club selbst in dieser Problematik keine Partei ergriff; anderslautende Medienberichte wurden zurückgewiesen. Laut eines Berichts des ORF wurde Maguhn über die Hintergründe des Falles befragt. Darin gab er an, dass der eigentliche Auslöser für die einstweilige Verfügung der Roman Offenbarung 23 von Jan Gaspard (Autoren-Pseudonym) gewesen sei. In dem fiktionalen Werk, dessen Protagonist eine Person mit dem Pseudonym „Tron“ ist, wird der volle Name Boris Floricic genannt. Nach einer Bitte seiner Familie, Trons Nachnamen abzukürzen, habe sich der Schriftsteller auf die deutschsprachige Wikipedia berufen, da er dort auch genannt werde.
Die Berufung der Eltern vor der Pressekammer des Landgerichts Berlin wurde nach Aktenlage und ohne weitere Anhörung verworfen. Das Gericht sah weder Trons postmortales Persönlichkeitsrecht noch das allgemeine Persönlichkeitsrecht der Eltern oder das informationelle Selbstbestimmungsrecht der Beteiligten als verletzt an.